# Šmarjetna gora
Šmarjetna gora je manja planina iznad Kranja nadmorske visine 646 metara. Planinarima je omiljena jer se s njenoga vrha pruža velebni pogled na Kranj i njegovu okolicu te Karavanke, Julijske i Kamniško-Savinjske Alpe. 
U ranom željeznom dobu na Grmadi, najnižem vrhu Šmarjetne gore, bilo je naselje. Na samom je vrhu planine početkom 14. stoljeća, točnije 1342., sagrađena crkva sv. Margarete (slov. cerkev sv. Marjete): 1989. ta je crkva temeljito obnovljena. Nedaleko od te crkve je i hotel Bellevue s restoranom i igralištem za djecu.
Do vrha Šmarjetne gore može se doći iz različitih smjerova: može se, primjerice, motornim vozilom asfaltiranom cestom krenuti iz kranjskoga Stražišča (slov. Stražišče pri Kranju) ili ići pješice. Početak uspona je prilično strm, a pješice do vrha treba oko pola sata.

## Galerija
- Terasa hotela Bellevue na vrhu Šmarjetne gore
- Crkva sv. Margarete
- Pogled prema Škofji Loki

## Vanjske poveznice
- KRAJI – Slovenija: Šmarjetna gora (slov.) (engl.)
- Hribi.net – Šmarjetna gora (slov.) (engl.) (hrv.)
- burger.si – Slovenija: Šmarjetna gora (slov.)
- tourism-kranj.si – Šmarjetna gora  Arhivirana inačica izvorne stranice od 7. srpnja 2013. (Wayback Machine) (slov.) (engl.) (njem.) (tal.)